# Eleodes subnitens
Eleodes subnitens es una especie de escarabajo del género Eleodes, tribu Amphidorini, familia Tenebrionidae. Fue descrita científicamente por LeConte en 1851.
Se mantiene activa durante los meses de febrero, marzo, mayo, junio, julio, agosto, septiembre, octubre y noviembre.

## Descripción
Mide 23,1-30,8 milímetros de longitud.

## Distribución
Se distribuye por México y Estados Unidos.